# أوسكار شولتز
أوسكار شولتز هو سياسي فنلندي، ولد في 16 سبتمبر 1855، وتوفي في 10 مارس 1919. نشط حزبياً في حزب الشعب السويدي. في 1907 Finnish parliamentary election ‏، انتخب عضو برلمان فنلندا ‏ عن دائرة Varsinais-Suomi (parliamentary electoral district) ‏ خلال فترته النيابية ‏ (22 مايو 1907 – ).